# Lista de deputados estaduais de Mato Grosso da 12.ª legislatura
Deputados estaduais do Mato Grosso eleitos para o período 1991-1995.

## Composição das bancadas
| Partido | Líder                       | Bancada | Posição  |
| ------- | --------------------------- | ------- | -------- |
| PFL     | Nereu Campos                | 12 / 24 | Governo  |
| PMDB    | Jair Benedetti              | 3 / 24  | Oposição |
| PRN     | Geraldo Dias Reis           | 2 / 24  | Governo  |
| PDT     | Wilson Santos               | 2 / 24  | Oposição |
| PTB     | Roberto França Auad         | 1 / 24  | Governo  |
| PDS     | Paulo Sérgio Moura          | 1 / 24  | Governo  |
| PL      | Amador Ataíde Gonçalves Tut | 1 / 24  | Governo  |
| PT      | Serys Slhessarenko          | 1 / 24  | Oposição |
| PDC     | Leonildo Erecê Menin        | 1 / 24  | Oposição |

## Deputados estaduais
| Número | Deputados estaduais eleitos    | Partido | Votação | Percentual | Cidade onde nasceu        | Unidade federativa |
| 14965  | Roberto França Auad            | PTB     | 26.732  |            | Cuiabá                    | Mato Grosso        |
| 25222  | Moisés Feltrin                 | PFL     | 13.016  |            | Corumbá                   | Mato Grosso do Sul |
| 25984  | Nereu Botelho de Campos        | PFL     | 11.498  |            | Várzea Grande             | Mato Grosso        |
| 12557  | Wilson Santos                  | PDT     | 10.140  |            | Dracena                   | São Paulo          |
| 25160  | Benedito Pinto da Silva        | PFL     | 10.091  |            | Várzea Grande             | Mato Grosso        |
| 25410  | Romoaldo Boraczynski Jr        | PFL     | 9.474   |            | Paranavaí                 | Paraná             |
| 11135  | Paulo Sérgio Moura             | PDS     | 8.827   |            | Poxoréu                   | Mato Grosso        |
| 25902  | Lincoln Heimar Saggin          | PFL     | 8.467   |            | Torixoréu                 | Mato Grosso        |
| 22683  | Amador Ataíde Tut              | PL      | 8.177   |            | Presidente Olegário       | Minas Gerais       |
| 25964  | Humberto Melo Bosaipo          | PFL     | 7.556   |            | Goiânia                   | Goiás              |
| 25770  | Kikuo Ninomiya Miguel          | PFL     | 7.238   |            | Lins                      | São Paulo          |
| 25326  | Jaime Marques Gonçalves        | PFL     | 7.005   |            | Terra Rica                | Paraná             |
| 25407  | Gonçalo Branco de Barros       | PFL     | 6.877   |            | Várzea Grande             | Mato Grosso        |
| 25490  | Jorge Yanai                    | PFL     | 6.650   |            | Bandeirantes              | Paraná             |
| 25846  | Jaime Luiz Muraro              | PFL     | 6.279   |            | Caxias do Sul             | Rio Grande do Sul  |
| 15747  | Jair Benedetti                 | PMDB    | 6.264   |            | Cuiabá                    | Mato Grosso        |
| 25104  | Dionir Freitas de Queiroz      | PFL     | 5.899   |            | Paranaíba                 | Mato Grosso do Sul |
| 15268  | Joemil José Balduino de Araújo | PMDB    | 5.257   |            | Rosário Oeste             | Mato Grosso        |
| 15888  | Hermes Gomes de Abreu          | PMDB    | 5.096   |            | Alto Garças               | Mato Grosso        |
| 12657  | Antônio Porfirio de Brito      | PDT     | 4.978   |            | Bodocó                    | Pernambuco         |
| 13266  | Serys Slhessarenko             | PT      | 4.958   |            | Cruz Alta                 | Rio Grande do Sul  |
| 36585  | Geraldo Dias Reis              | PRN     | 4.621   |            | Bento de Abreu            | São Paulo          |
| 17710  | Leonildo Erecê Menin           | PDC     | 4.206   |            | Santo Antônio de Leverger | Mato Grosso        |
| 36925  | José Antônio da Costa Sardinha | PRN     | 3.756   |            | Cuiabá                    | Mato Grosso        |